# 宁陕脊蛇
宁陕脊蛇（学名：Achalinus ningshanensis），一种于中国陕西省南部宁陕县城关镇旬阳坝村（原旬阳坝镇）发现的爬行动物，隶属于闪皮蛇科脊蛇属。